# كيجيرو أوزاوا
كيجيرو أوزاوا (باليابانية: 小澤 慶二郎) (23 مايو 1978 في طوكيو في اليابان – )؛ هو لاعب كرة قدم سابق كان يلعب كمدافع.